# تورته لینتسر
تورته لینتسر (به انگلیسی: Linzer Torte) نوعی کیک است که معمولاً در هنگام کریسمس خورده می‌شود. بنا بر یک فرضیه منشأ این کیک شهر کوچکی به نام لینتس در کشور اتریش است و نام کیک نیز از نام این شهر گرفته شده‌است. بنا بر فرضیهٔ دیگری نام کیک از نام شخصی بنام لینتسر منشأ گرفته شده‌است. از ویژگی‌های این کیک قرار گرفتن یک لایه مربای ترش و شیرین، مانند مربای رز بری در داخل آن و نوارهایی از خمیر است که بر روی آن قرار گرفته‌است.